# Leptodesmus pardalis
Leptodesmus pardalis är en mångfotingart som beskrevs av Christoph D. Schubart 1960. Leptodesmus pardalis ingår i släktet Leptodesmus och familjen Chelodesmidae. Inga underarter finns listade i Catalogue of Life.